# Гасичевка
Га́сичевка (укр. Гасичівка) – село, расположенное на территории Городнянского района Черниговской области (Украина) на левом берегу реки Тетева. Расположено в 20 км на северо-восток от райцентра Городни. Население — 77 чел. (на 2006 г.). Адрес совета: 15125, Черниговская обл., Городнянский р-он, село Мощенка, ул. Цимбалиста,36 , тел. 3-64-31. Ближайшая ж/д станция — Городня (линия Гомель-Бахмач), 16 км. Село основано в 1733 г.